# Abdihakin Ali
Abdihakin Abdulkadir Ali, född 22 januari 2002 i Solna, Sverige, är en svensk fotbollsspelare (mittfältare) som spelar för AIK i Allsvenskan. 

## Karriär
Abdihakin Ali, med rötter i Somalia, är uppvuxen i Stockholmsförorten Rinkeby och började som sexåring spela fotboll i moderklubben Vasalunds Stockholm IF Rinkeby, som är en del av Vasalunds IF. Tio år gammal gjorde han klubbytet till AIK där han kom att gå igenom klubbens ungdomsakademi.
Den 25 januari 2020 fick den nyss 18 år fyllde Ali A-lagsdebutera i AIK, då han spelade hela andra halvlek i träningsmatchen mot Västerås SK. Fler träningsmatcher följde 2020 och 2021 men tävlingsdebuten uteblev. För att få mer speltid lånades Ali sommaren 2021 ut till sin moderklubb – och AIK:s samarbetsklubb – Vasalunds IF men det blev inte några framträdanden där heller under hösten. Trots det skrev Ali på ett treårskontrakt med Vasalunds IF i februari 2022 och han fick därefter debutera i Ettan Norra i 0–4-förlusten mot Umeå FC den 3 april 2022. I takt med att säsongen växte spelade Ali till sig en startplats och var en kugge när Vasalunds IF sånär missade kvalplatsen till Superettan. Efter säsongens slut togs han också ut till Morgondagens Stjärnor – matchen mellan de största talangerna i Ettan Norra och Ettan Södra.
Framfarten i Vasalunds IF ledde till att AIK i november 2022 meddelade att de köpt tillbaka Ali. Han skrev under ett fyraårskontrakt med sin nygamla klubb men fick vänta på sin allsvenska debut till sommaren. Den 4 juni 2023 bytte Abdihakin Ali nämligen av Jimmy Durmaz i 1–1-matchen mot Kalmar FF och fick därmed debutera i Allsvenskan. Den första allsvenska starten kom i omgången efter mot IF Elfsborg men det var först efter att AIK genomfört ett tränarbyte – då de sparkade Andreas Brännström och ersatte honom med Henning Berg – som Ali började få ordentligt med speltid och mot slutet av säsongen spelade han också till sig en ordinarie plats i AIK.

## Statistik
| Klubb              | Säsong             | Liga               | Liga    | Liga | Nationell cup | Nationell cup | Internationell cup | Internationell cup | Övrigt  | Övrigt | Totalt  | Totalt |
| Klubb              | Säsong             | Division           | Matcher | Mål  | Matcher       | Mål           | Matcher            | Mål                | Matcher | Mål    | Matcher | Mål    |
| ------------------ | ------------------ | ------------------ | ------- | ---- | ------------- | ------------- | ------------------ | ------------------ | ------- | ------ | ------- | ------ |
| Vasalunds IF       | 2022               | Ettan Norra        | 25      | 3    | 2             | 0             | -                  | -                  | -       | -      | 27      | 3      |
| AIK                | 2023               | Allsvenskan        | 16      | 0    | 2             | 0             | -                  | -                  | -       | -      | 13      | 0      |
| Totalt i karriären | Totalt i karriären | Totalt i karriären | 41      | 3    | 4             | 0             | 0                  | 0                  | 0       | 0      | 40      | 3      |